# 張說

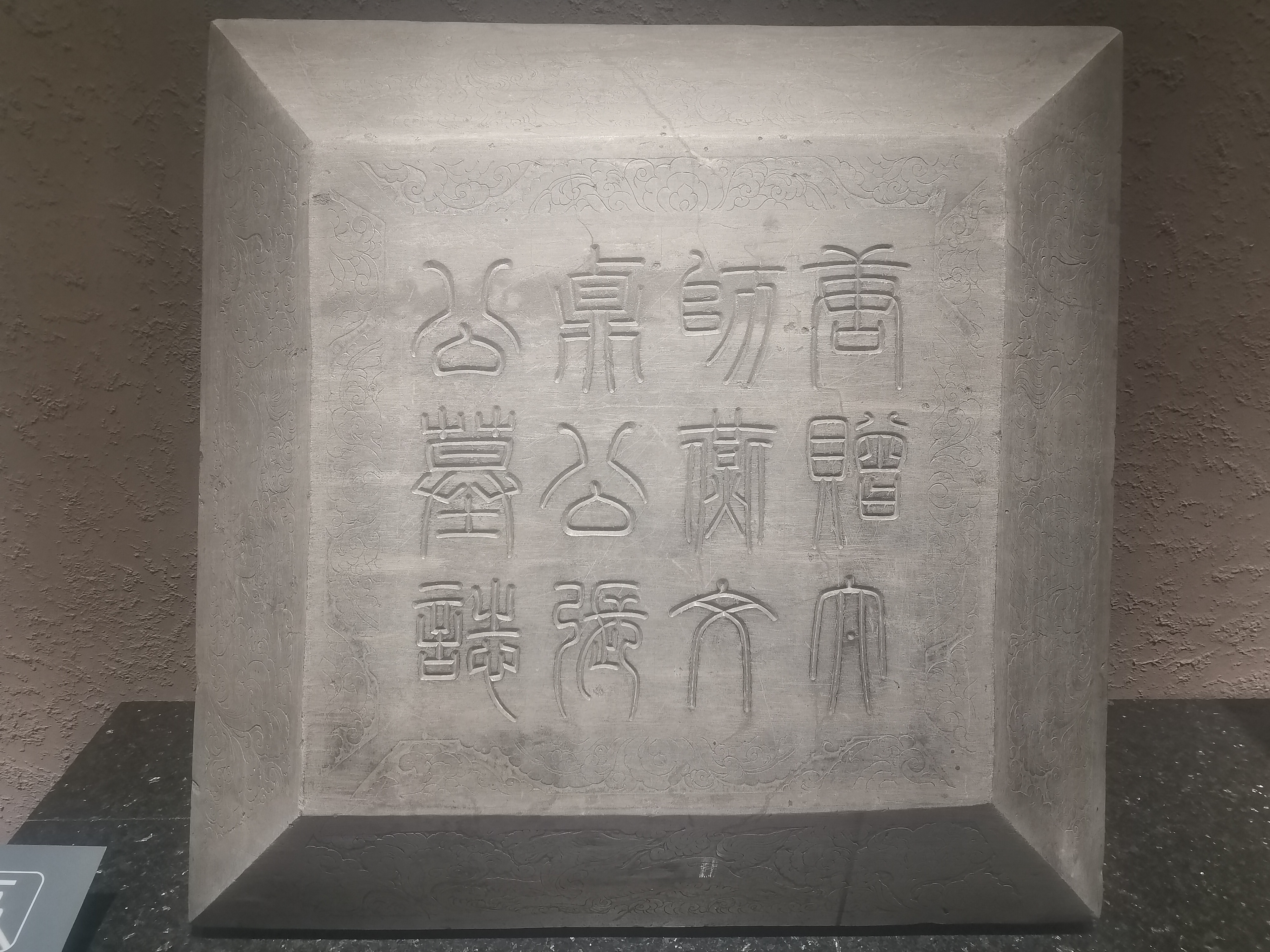
張說墓誌蓋（洛陽博物館藏）

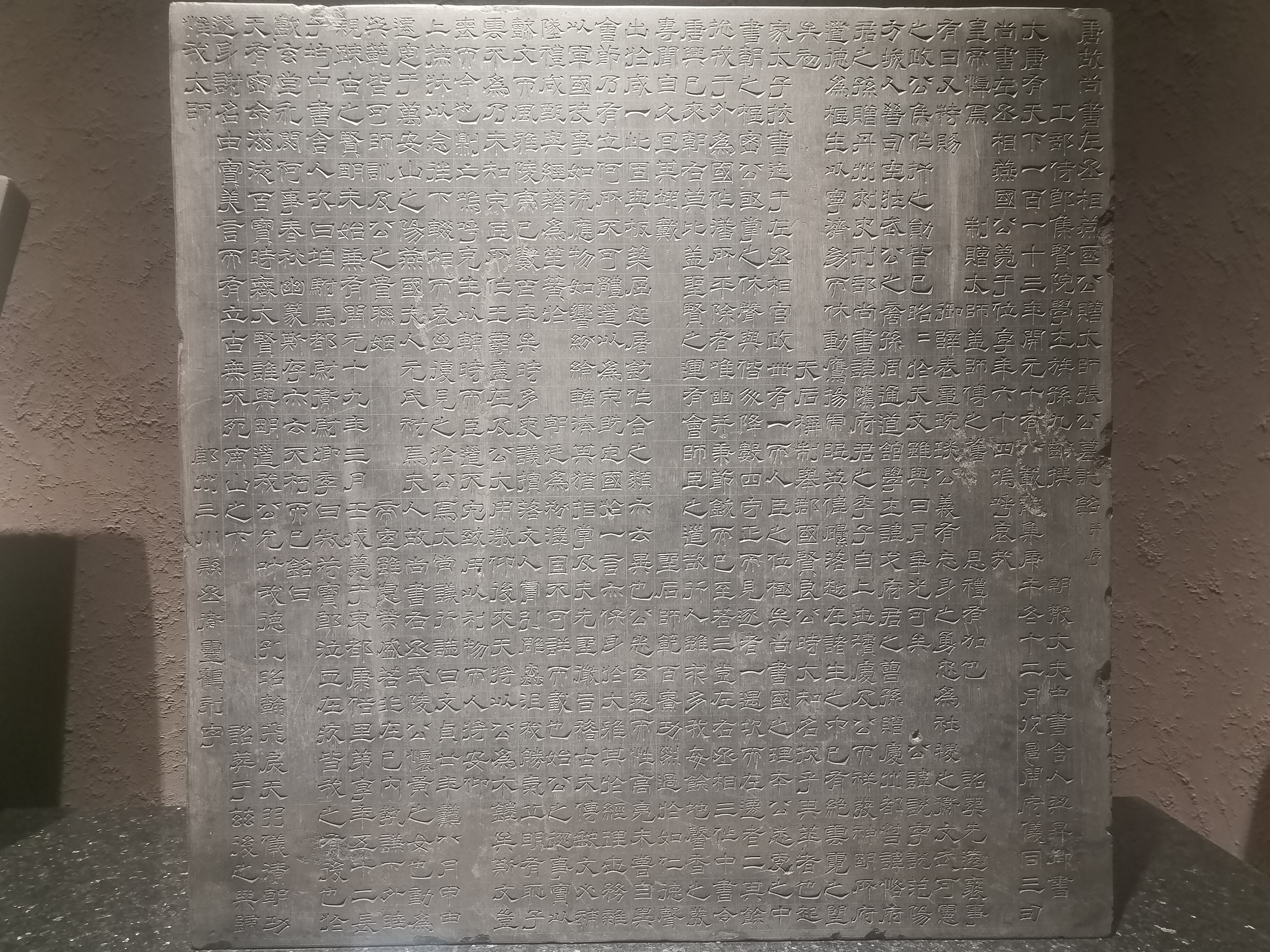
張說墓誌（洛陽博物館藏）

張說（667年—731年2月9日），字道濟，一字說之，河南府洛阳县（今河南省洛阳市东）人，祖籍范阳郡方城县（今河北省固安县）。唐玄宗宰相，封燕國公。擅長文學，當時朝廷重要辭章多出其手，尤長於碑文墓誌，與許國公蘇頲齊名，並稱“燕許大手筆”。

## 家世
张说祖上为东汉司空张皓、西晋司空张华，张华十一代孙张恪，即为张说的祖父。張恪和董氏生張騭，即張說之父；母亲冯氏，封长乐县太君。哥哥張光、張珪；姐姐張德性嫁給李伯魚。；長妹范陽縣君，夫國子司業陰行先、幼妹未長而夭逝。

## 簡介
永昌元年（689年），朝廷舉行賢良方正科考，張說在對策中獲得第一名，被授予東宮校書，後來官職逐步晉升至鳳閣舍人。史書記載他「注重氣節，講求信用，文章精鍊剛健，擅長撰寫碑誌。」他編纂了《三教珠英》。因觸犯皇帝旨意而被流放至欽州，後來在唐中宗時期被召回朝廷，歷任兵部員外郎、工部侍郎、兵部侍郎，並獲加任弘文館學士。當唐睿宗即位後，他升任中書侍郎。
開元初年，改任中書令，开元五年（717年），贬岳州刺史。开元七年（719年），担任幽州都督。开元八年（720年），担任天兵军（驻太原）节度大使。張說大樂，亲吻王毛仲的靴尖。开元九年（721年）七月，朔方节度使誘殺突厥部落，邊境不安，并州（山西太原）长史张说帶領二十骑兵，持节即其部落慰抚之，還住在首领的牙帐；副使李宪認為虏情难信，驰书止之。張说回信：“吾肉非黄羊，必不畏食；血非野马，必不畏刺。士见危致命，此吾效死之秋也。”
开元十年（722年），任首任朔方節度使，建議招募壯士以充宿衛，平定了降胡康愿子叛乱，主张裁軍二十多万，复员务农。时人王冷然曾指责他贪图富贵：“今日忘旧日之凄迟，贪暮年之富贵乎！”
開元十四年（726年），帝至泰山封禪，任命張說擔任封禪使。張說趁機攜女婿鄭鎰隨行，又把郑镒连提四级，绿衫改着红袍。黄幡绰戲说：“此泰山之力也！”這是“泰山”作为岳父别称的典故。
開元十四年（726年），宇文融、李林甫等人彈劾中書令張說，說他貪贓受賄，玄宗敕宰相源乾曜等人審訊，罪状多属实。玄宗派高力士去看望張說。高力士回報讓玄宗動容，張說“坐于草上，于瓦器中食，蓬首垢面，自罰憂俱之甚。”高力士見玄宗已有憐憫之心，遂稱張“於國有功”，希望能從輕發落。最後玄宗赦免了張說。
張說脾气暴躁，與姚崇、崔湜皆不合。先天二年，崔湜被玄宗賜死，時人皆以為张说陷害崔湜。玄宗打算任命姚崇为相，张说竟指使御史大夫赵彦昭弹劾姚崇，玄宗不予理睬。姚崇拜相後，張說出为相州刺史。前後三任宰相，掌文學之任凡三十年。谥文贞。
张说有文才，其詩如“戏问芭蕉叶，何愁心不开”、“心对炉灰死，颜随庭树残”皆佳句，《舊唐書》載《諫武后幸三陽宮不時還都疏》等疏表三篇。其作品還有《錢本草》，以錢喻藥，診治時弊，堪稱奇文。或說为其作品。《千家诗》更选中《幽州夜饮》：“凉风吹夜雨，萧瑟动寒林”一首。有文集30卷傳世。

## 家庭

### 夫人
- 河南元氏，魏昭成帝拓跋什翼犍的后代，隋朝右卫大将军、上柱国、亳淅二州刺史、武陵郡公元胄的玄孙女，唐朝尚书右丞、武陵公元怀景之女。

### 子孙
- 张均，字均，刑部尚書、大理卿，襲燕公
  - 张岯，京兆府万年县尉。子张遂，河南府参军，贞元戊辰岁十月三日终于所任，春秋三十八。
  - 张密，初以荫馀延宠，封渔阳县男。寻又经明入官，参河南府军事。至德初，扶从版舆，衍游合浦。勣於艰险，痑是炎蒸，二年十一月庚戌，终于容城，时廿五。季弟濛，大历六载方护克葬我仲兄渔阳君于万安南原曾王父尚书府君神茔之次，礼也。夫人同郡卢氏，今屯田员外郎政之子。
  - 张濛，中書舍人、禮部侍郎。子张佐元，贞元五年，授殿中省进马。至十三载，调集授汝州梁县主簿。在官三稔，但贞础是闻。时属淮西寇难，臣背君心。方伯卢公虔以当郡赉赂，发数千斛之粮，评临境交锋，虑中途盗掠，七邑精选，无可委之才，遂命君统行以安寤寐。君衔命驰赴，剋期而还。秩满，至元和三年，复选授渑池县主簿。在官隔岁，两考未书。以时疾之羸，过次而逝，以六月十二日终于所任之廨宇，时年卅六。夫人范阳卢氏，故汝州司士参军镒之第三女也。长子绳孙，扶奉灵輴，言旋旧里。即以其年七月廿八日归葬于万安山阳，礼也。
  - 张嵍，洛陽丞
  - 张巖
- 张垍，太常卿，娶玄宗女宁亲公主
  - 张渙
  - 张岱
  - 张氏，嫁长安县尉郑泌
  - 张氏，早夭，唐代宗令其与追赠承天皇帝李倓冥婚，追赠为恭顺皇后，合葬顺陵。
- 张琡，字正平，給事中、宜春郡司马、广阳子。弱岁补弘文生，以文贞公翼亮之重，拜太子通事舍人，迁符宝郎，推恩受邑，封广阳县子。家艰去职，礼终，授河南功曹，换京兆府法曹，历蓝田令、金部员外郎、太子中舍人、光禄少卿。属夔龙入辅，急于求贤，出纳王言，尤思慎择，乃拜给事中。君又与太常同于翰林待诏，论思献纳，并入双飞。即以明年三月左迁宜春郡员外司马，駈驿赴任。太常亦出佐卢溪，涉素浐而南上；尚书又谪守闽越，出青门而左转。君素有心疾，不堪忧惫，行至洛师之东南，暴终于汝坟之卸舍，春秋卌四，即天宝十三载三月十六日也。元昆抚丧，枕股恸哭。迫以严命，无容少留。哀否泰之靡常，痛死生之难诀。粤以其载十月十一日归厝于万安之南原，从先茔也。孀妻陇西郡君李氏，嗣子河南府参军峑、京兆府参军嵲等。（张埱夫人陇西郡君李氏墓志铭：曾祖世基，太子舍人。祖亶，给事中。父成裕，秘书监赠兵部尚书。兄揆，左仆射赠司空。有子三人，长曰峑，前岳州华容县令；次曰嵲，前河南府参军；次曰屺，前郢州长寿县主簿。有女一人，适合眉州刺史李自昌。）
  - 张峑，瀛州刺史
  - 张嵲，莫州刺史
    - 张弘宗，中大夫守汾州别驾、柱国

  - 张屺，字偃，释褐授郢州长寿县主簿，未及官，丁母忧去职。服阕，选授潭州湘潭县尉。历瀛洲录事参军、束城县令、监察御史里行、幽州右司马，累迁检校尚书金部员外郎、尚书刑部郎中，除庐州刺史兼御史中丞，转灃州刺史，以长庆三年三月十四日薨於襄州雒乡县浰阳驿东五里，享年七十有二。有子五人，长曰榛，银青光禄大夫、前行淄王府长史兼御史中丞；次立言，将仕郎、前守幽州潞县丞；次立孝，乡贡进士；次立节，前幽府参军；次立行，前幽州安次县尉。